# دیبدو فرانسیس کره
دیبدو فرانسیس کره متولد سال ۱۹۶۵ در گاندو بورکینافاسو و فارغ‌التحصیل دانشگاه فنی برلین است. به موازات فعالیت مطالعاتی وی بنیاد کره و در سال ۲۰۰۵ شرکت معماری کره را تأسیس کرد. پروژه‌های ساخته شده کره موفق به دریافت جایزه آقاخان در سال ۲۰۰۴ برای مدرسه ابتدایی گاندوو جایزه جهانی هلسیم ۲۰۱۲ شده‌است.کره تجربه طراحی معماری در کشورهای بورکینافاسو، مالی، کنیا، اوگاندا، آلمان و ایالات متحده داشته‌است. در سال ۲۰۱۷ طراحی گالری سرپنتین در لندن به او سپرده شد.

## دوران کودکی و جوانی

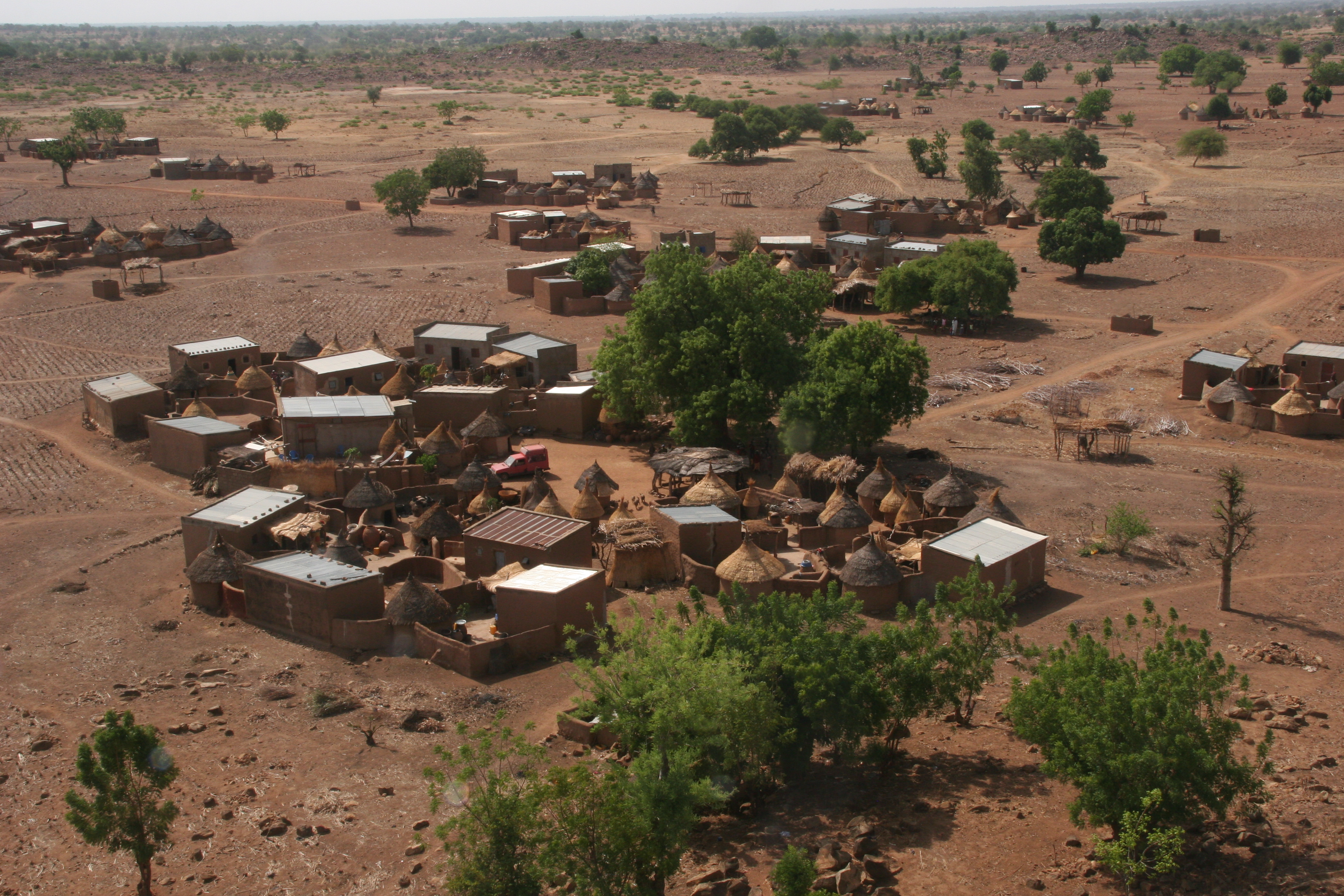
روستای گاندو

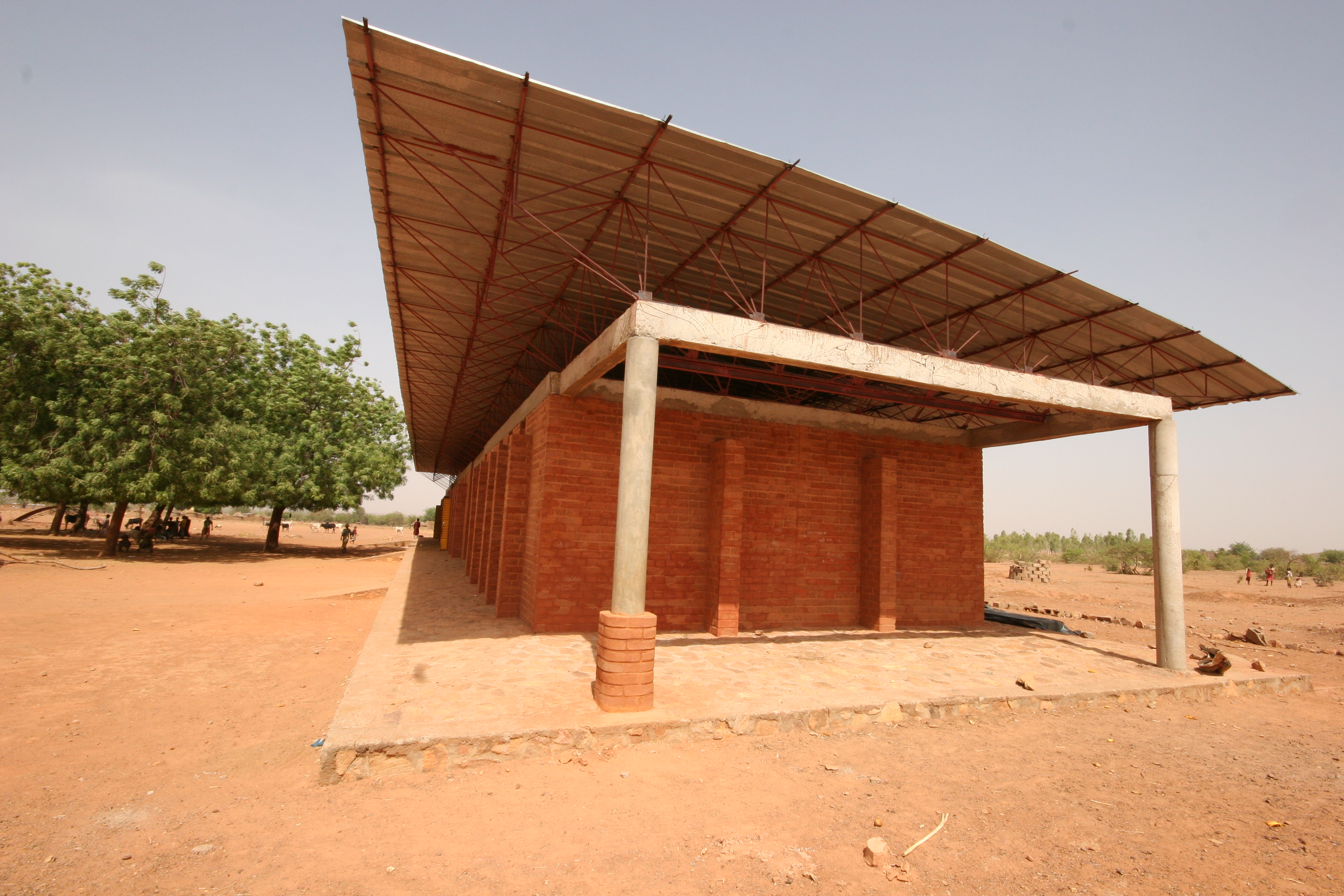
مدرسه کره در گاندو

کره در هفت سالگی توسط پدرش از روستای گاندو، برای تحصیل به شهر فرستاده شد. پس از تحصیلات مقدماتی و اخذ بورسیه از جامعه کارل دویسبورگ در آلمان، رشته معماری را انتخاب کرد. در زمان تحصیل و با کمک دوستانش مؤسسه کره را تأسیس کرد.

## فعالیت‌های حرفه ای
از جمله اقدامات او ترکیب آموخته هاش در اروپا با روش‌های ساخت سنتی در بورکینافاسو بود. نتیجه این فعالیت ساخت مدرسه ای بود که کره در سال ۲۰۰۴ به عنوان پروژه فارغ‌التحصیلی از دانشگاه ارائه کرد. دبستان گاندو موفق به دریافت جایزه آقاخان در سال ۲۰۰۴ شد.

## سوابق دانشگاهی
وی در دانشگاه هاروارد و آکادمی معماری مندریسیو سوئیس تدریس کرده و همچنین در سا ل۲۰۱۷ کرسی استادی طراحی معماری و مشارکت دانشگاه فنی مونیخ را پذیرفت.